# Randy Jackson (Musiker, 1956)

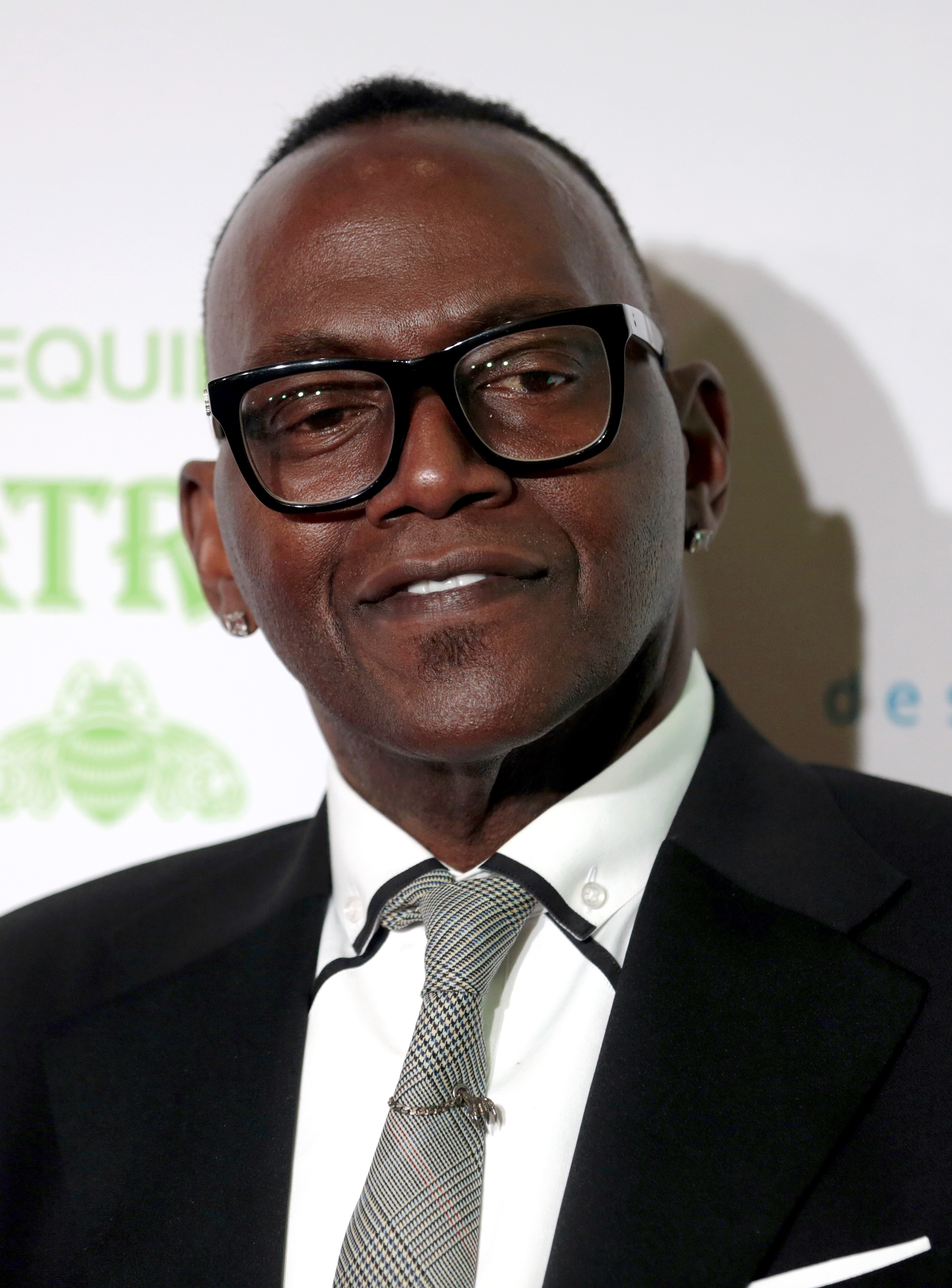
Randy Jackson (2018)

Randall Darius „Randy“ Jackson (* 23. Juni 1956 in Baton Rouge, Louisiana) ist ein US-amerikanischer Bassist, Sänger und Musikproduzent. Bekannt ist er vor allem durch seine Tätigkeit als Jury-Mitglied der amerikanischen Castingshow American Idol und als Produzent von MTV’s America’s Best Dance Crew.

## Leben
Jackson wurde 1956 in Baton Rouge, Louisiana geboren. Seine erste Ehe mit Elizabeth Jackson, mit der er eine Tochter namens Taylor hat, wurde 1990 geschieden. 1995 heiratete er Erika Riker, mit der er eine Tochter namens Zoe und einen Sohn namens Jordan hat. 2003 verlor er nach einer Magenbypass-Operation 52 kg. Im Februar 2008 gab er im Fernsehen bekannt, dass er Diabetes Typ 2 hat.

## Karriere

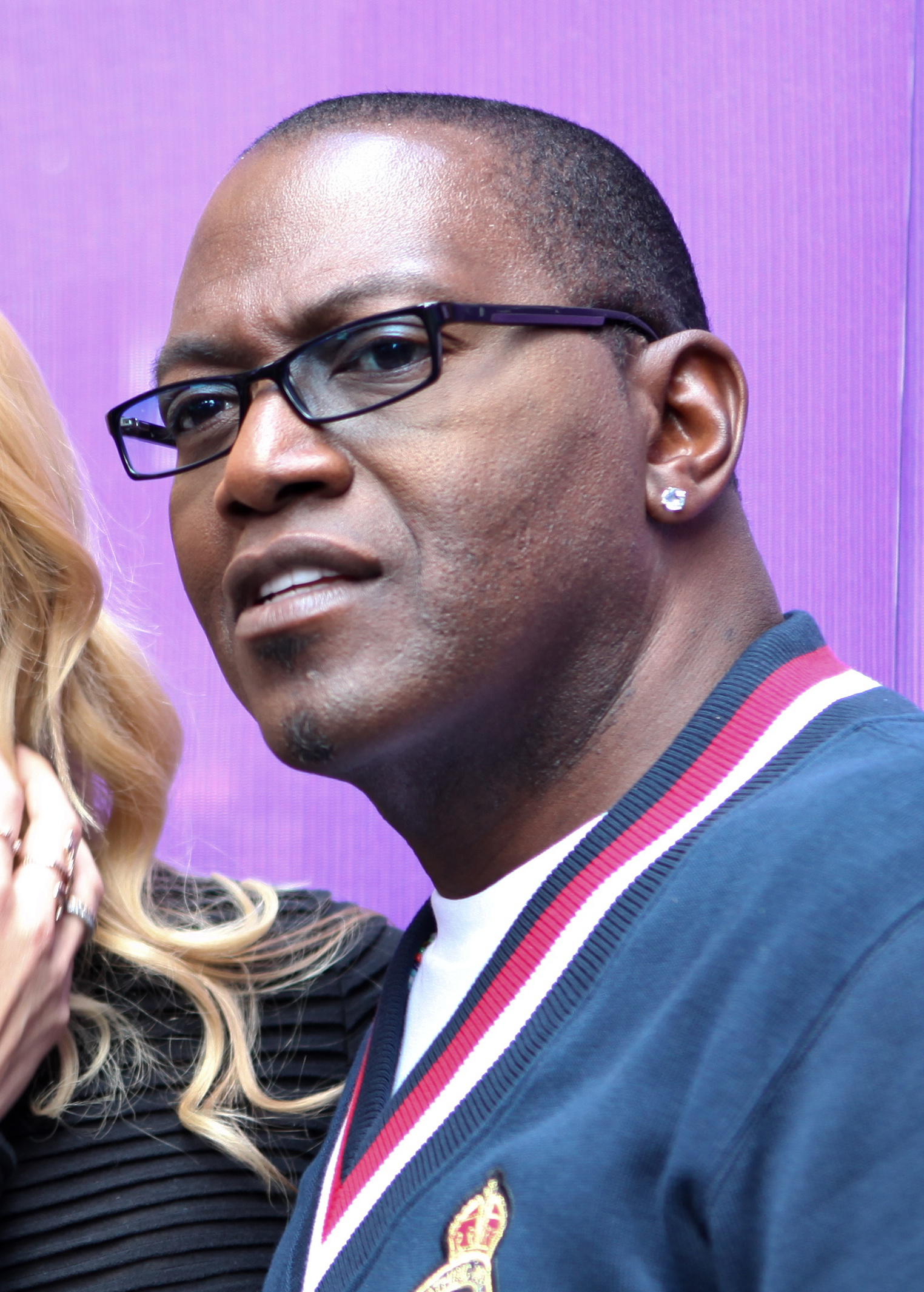
Randy Jackson (2009)

### Musik
Zu Beginn spielte er in Bands mit Carlos Santana und Jerry García. In den frühen 1980ern nahm er mit Jean-Luc Ponty und der Rock-Band Taxxi drei Alben auf. Von 1986 bis 1987 war er Mitglied der Rock-Band Journey. 2022 spielte er auf deren 15. Studioalbum Freedom den Bass.
Als Bass-Gitarrist arbeitete er mit zahlreichen Musikern zusammen. Dazu zählen Tracy Chapman, Kenny G, Aldo Nova, Blue Öyster Cult, Jon Bon Jovi, Michael Bolton, Clarence „Gatemouth“ Brown, Brent Bourgeois, Billy Cobham, Marcus Deml, Bob Dylan, Aretha Franklin, Herbie Hancock, Imogen Heap, Ernie Isley, Billy Joel, Madonna, Richard Marx, George Michael, Stevie Nicks, Bruce Springsteen und Roger Waters. Darüber hinaus war er als Produzent für Whitney Houston und *NSYNC sowie als Music Director für Mariah Carey tätig.
Am 11. März 2008 veröffentlichte Jackson sein erstes eigenes Album namens Randy Jackson’s Music Club, Vol. 1. Seine erste Single daraus war Dance Like There’s No Tomorrow gesungen von Paula Abdul. 2009 arbeitete er mit den früheren American-Idol-Finalistin Kimberley Locke zusammen und produzierte ihr viertes Album. Im Februar 2010 nahm er als Teil der Artists for Haiti den Song We Are the World 25 for Haiti auf.

### American Idol
Seit 2002 ist Jackson Jury-Mitglied der amerikanischen Castingshow American Idol. Er arbeitete zusammen mit Paula Abdul (2002–2009), Simon Cowell (2002–2010), Kara DioGuardi (2009–2010), Ellen DeGeneres (2010), Jennifer Lopez (2011–2012) und Steven Tyler (2011–2012). In der zwölften Staffel waren neben Jackson auch Mariah Carey, Nicki Minaj und Keith Urban in der Jury zu sehen. Danach stieg der letzte Verbliebene der Original-Jury-Besetzung aus der Sendung aus.

### America’s Best Dance Crew
Jackson ist Produzent der TV-Show America’s Best Dance Crew auf MTV. Die Erstausstrahlung im amerikanischen Fernsehen war am 7. Februar 2008. Am 13. Juni 2012 endete die siebte Staffel. In jeder Woche präsentieren die verschiedenen Gruppen ihr Talent in Sachen Choreografie und Tanz-Fertigkeiten, bevor am Ende eine Gruppe von der Jury rausgewählt wird. Der Gewinner erhält ein Preisgeld in Höhe von 100.000 €.

## Diskografie

### Studioalben
| Jahr | Titel                              | Höchstplatzierung, Gesamtwochen, AuszeichnungChartsChartplatzierungen (Jahr, Titel, Platzierungen, Wochen, Auszeichnungen, Anmerkungen) | Anmerkungen                         |
| Jahr | Titel                              | US | Anmerkungen                         |
| ---- | ---------------------------------- | --- | ----------------------------------- |
| 2008 | Randy Jackson’s Music Club, Vol. 1 | US50 (2 Wo.)US | Erstveröffentlichung: 11. März 2008 |

### Singles
| Jahr | Titel Album                                                       | Höchstplatzierung, Gesamtwochen, AuszeichnungChartsChartplatzierungen (Jahr, Titel, Album, Platzierungen, Wochen, Auszeichnungen, Anmerkungen) | Anmerkungen                                                               |
| Jahr | Titel Album                                                       | US | Anmerkungen                                                               |
| ---- | ----------------------------------------------------------------- | --- | ------------------------------------------------------------------------- |
| 2008 | Dance Like There’s No Tomorrow Randy Jackson’s Music Club, Vol. 1 | US62 (6 Wo.)US | Erstveröffentlichung: 22. Januar 2008 mit Paula Abdul                     |
| 2008 | Real Love Randy Jackson’s Music Club, Vol. 1                      | — | Erstveröffentlichung: 21. April 2008 mit Katharine McPhee & Elliott Yamin |